# هيرويوكي هاياشي (مغني)
هيرويوكي هاياشي (باليابانية: ハヤシヒロユキ) هو عازف قيثارة ومغني ياباني، ولد في 8 أغسطس 1978 في شينجوكو في اليابان.